# Église Saint-Michel d'Estensan
 (août 2019).
Si vous disposez d'ouvrages ou d'articles de référence ou si vous connaissez des sites web de qualité traitant du thème abordé ici, merci de compléter l'article en donnant les références utiles à sa vérifiabilité et en les liant à la section « Notes et références ».
L'église Saint-Michel d'Estensan est une église catholique du XIXe siècle située à Estensan (Hautes-Pyrénées).

## Historique
L'église paroissiale, ancienne annexe de la cure d'Azet, a été reconstruite au cours du XIXe siècle. L'abside a été reconstruite entre 1872 et 1874. Une autre église, dédiée à Sainte-Anne, était localisée sur le hameau de Estensaguet, sur la route du col d'Azet.

## Localisation
L'église Saint-Michel est située à l'extrémité ouest du village, en surplomb de la vallée d'Aure.

## Architecture
L'ancienne église était de style roman, bâtie suivant un plan caractéristique pour les églises de cette époque : un clocher-mur ouvrant sur une nef unique prolongé par une abside semi-circulaire. En raison des contraintes topographiques, le chevet a été orienté vers l'ouest contrairement à l'orientation traditionnelle des églises positionnant le chœur et le chevet à l'est. Son clocher-porche ouvre sur une nef voûtée en plein cintre et prolongée par une abside semi-circulaire voûtée en cul-de-four. La nef est prolongée au nord et au sud par deux bas-côtés voûtés d'arêtes. Un tympan orné d'un chrisme a été conservé et réemployé au-dessus du portail d'entrée de la nouvelle église. Un linteau en accolade, portant la date de 1556, a également été réutilisé dans la partie supérieure du clocher. Le maître-autel est orné d'un tabernacle du milieu du XVIIe siècle. L'autel secondaire sud présente quatre tableaux du début du XVIe siècle. Les restes d'une tour eucharistique en bois du XVe siècle ont été conservés et réemployés en faux tabernacle aux côtés de ces peintures.

Sélection de vues diverses
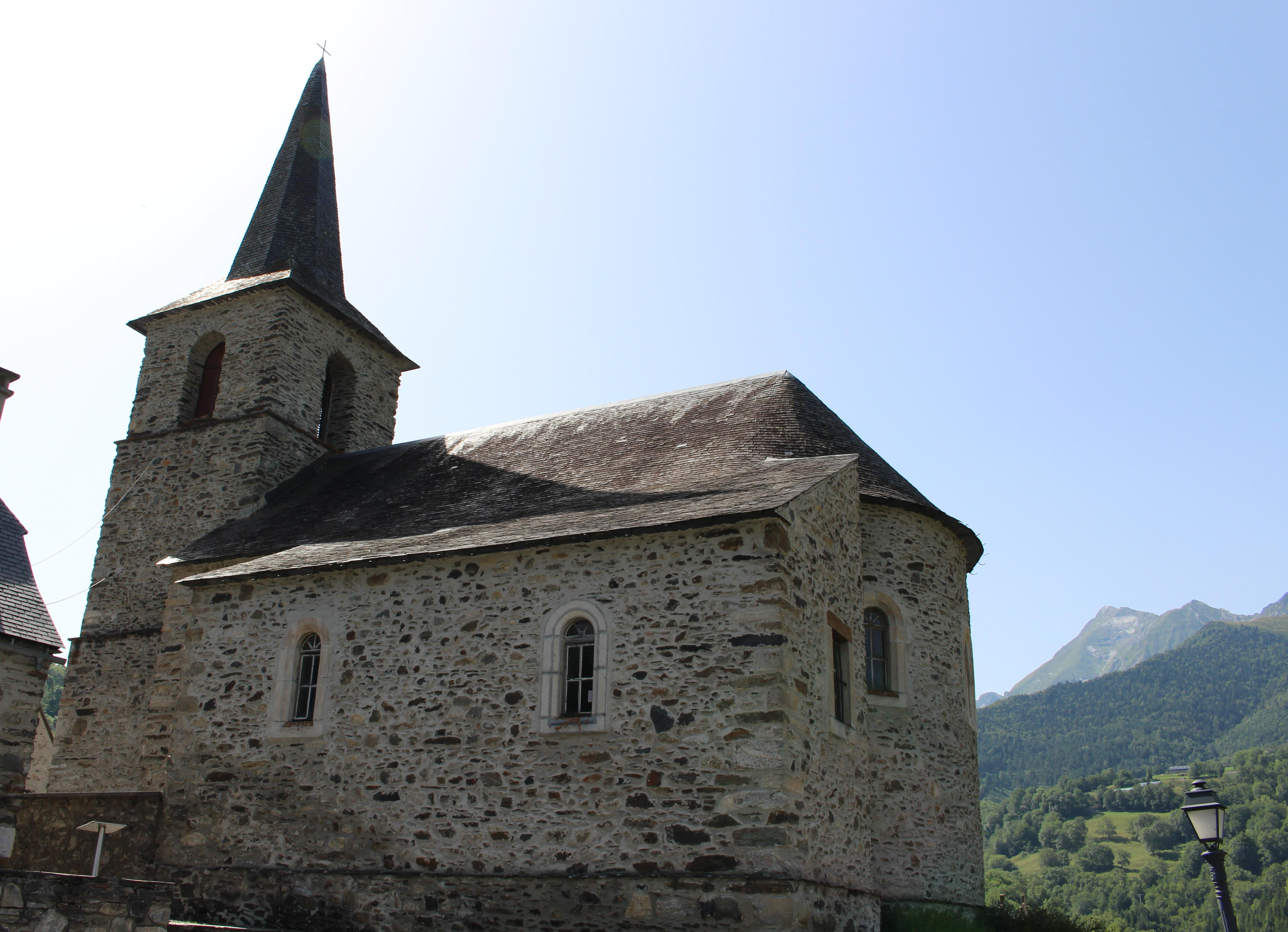
Vue d'ensemble.
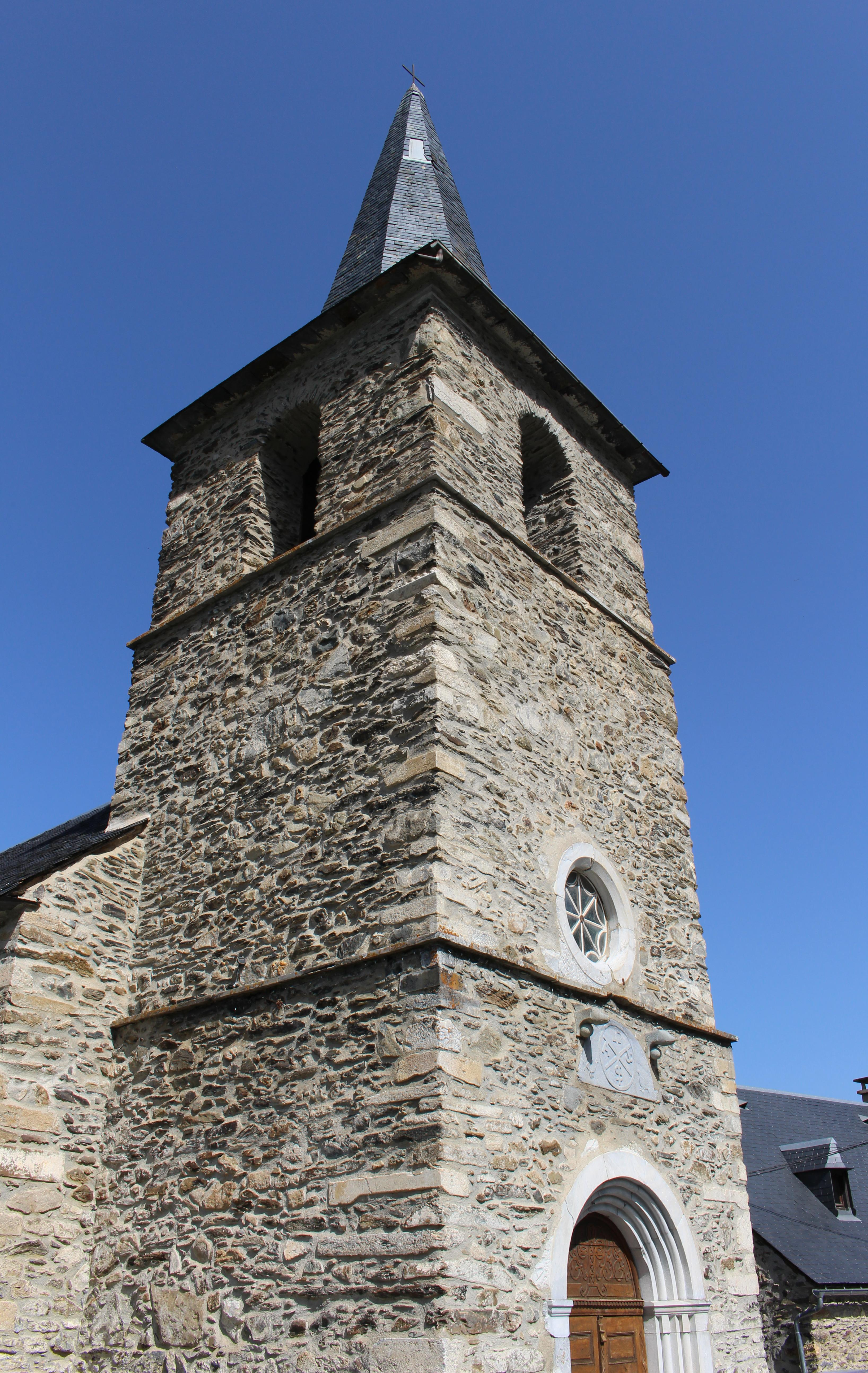
Campanile.
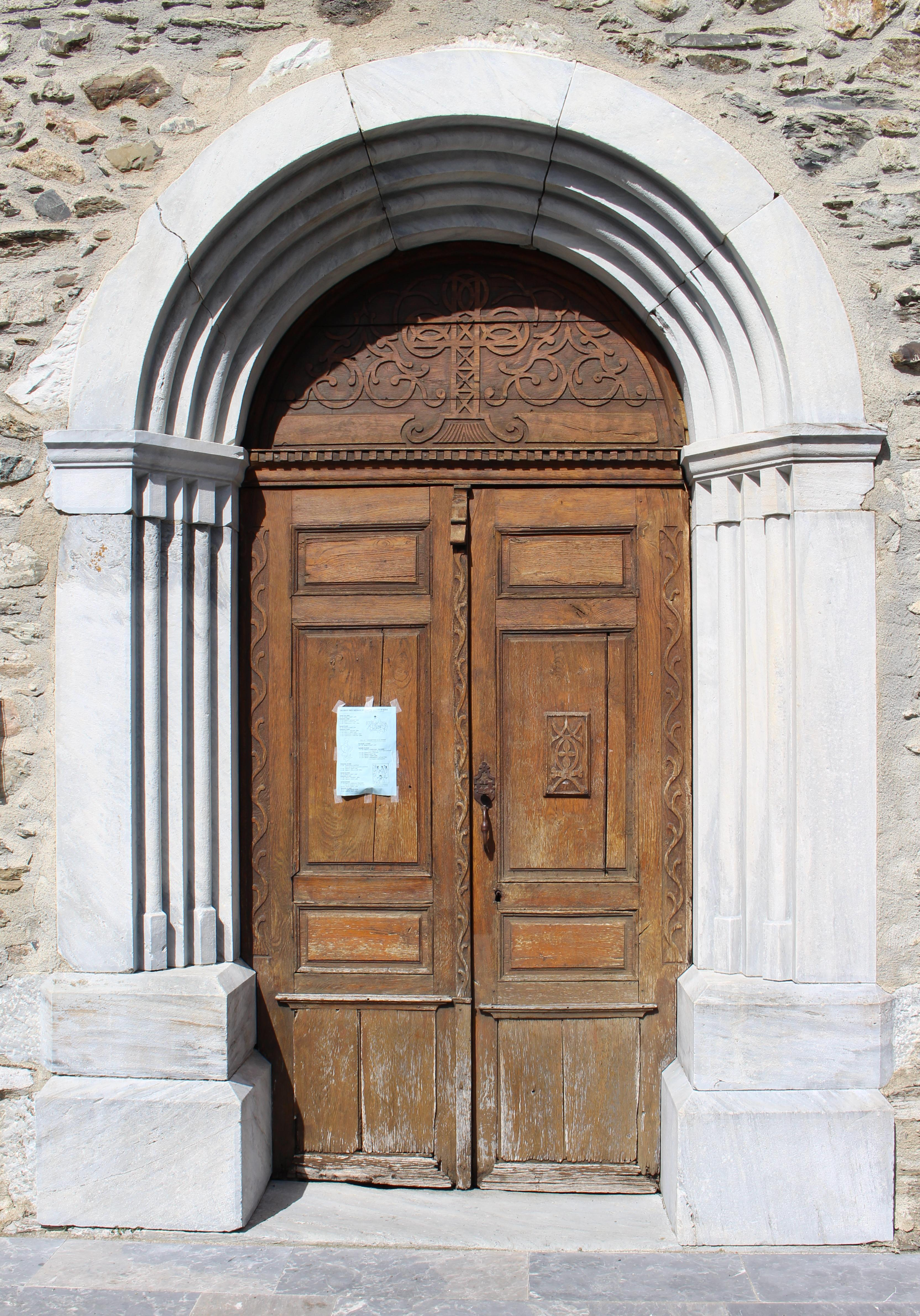
Porte.
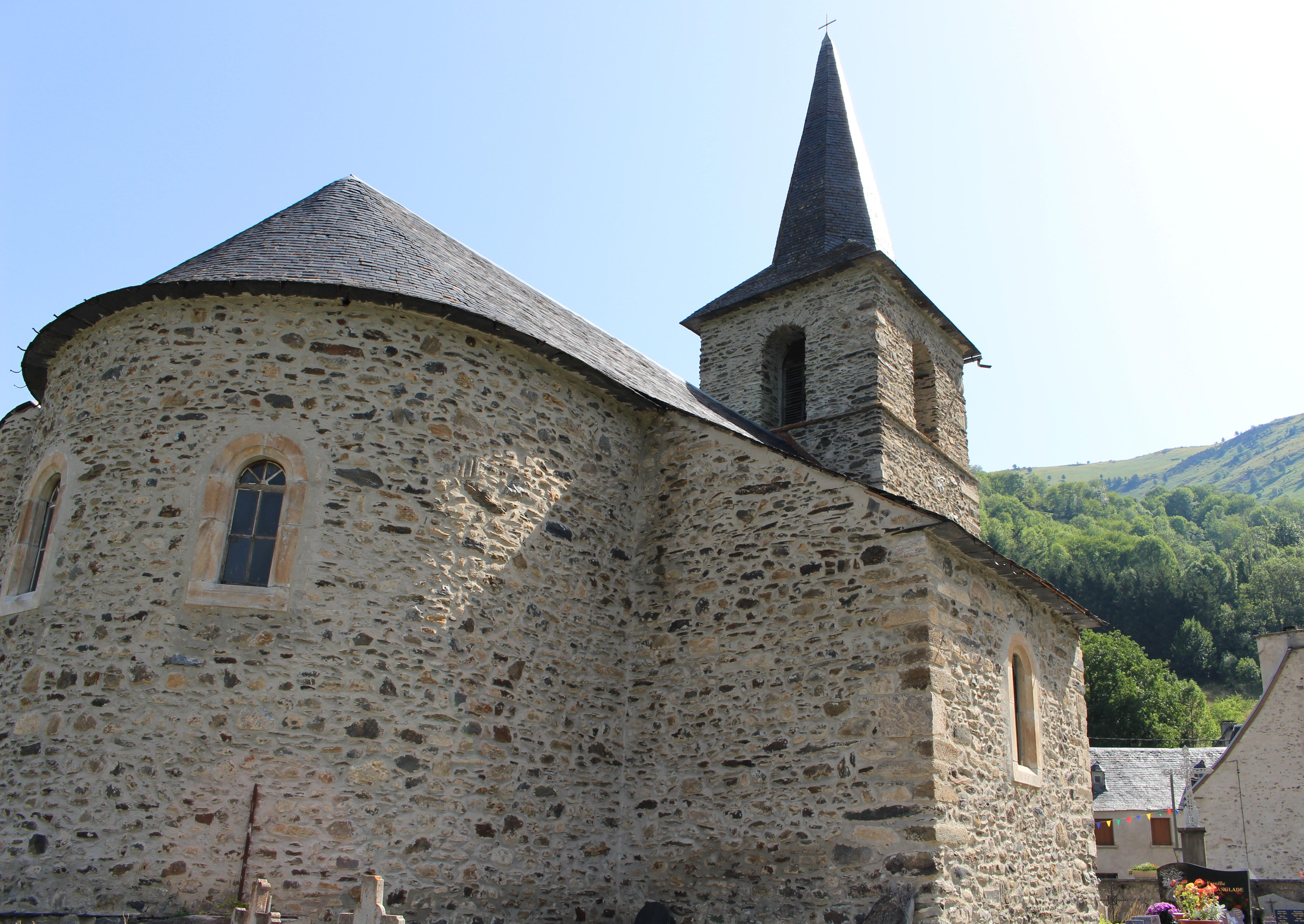
Abside semi-circulaire.
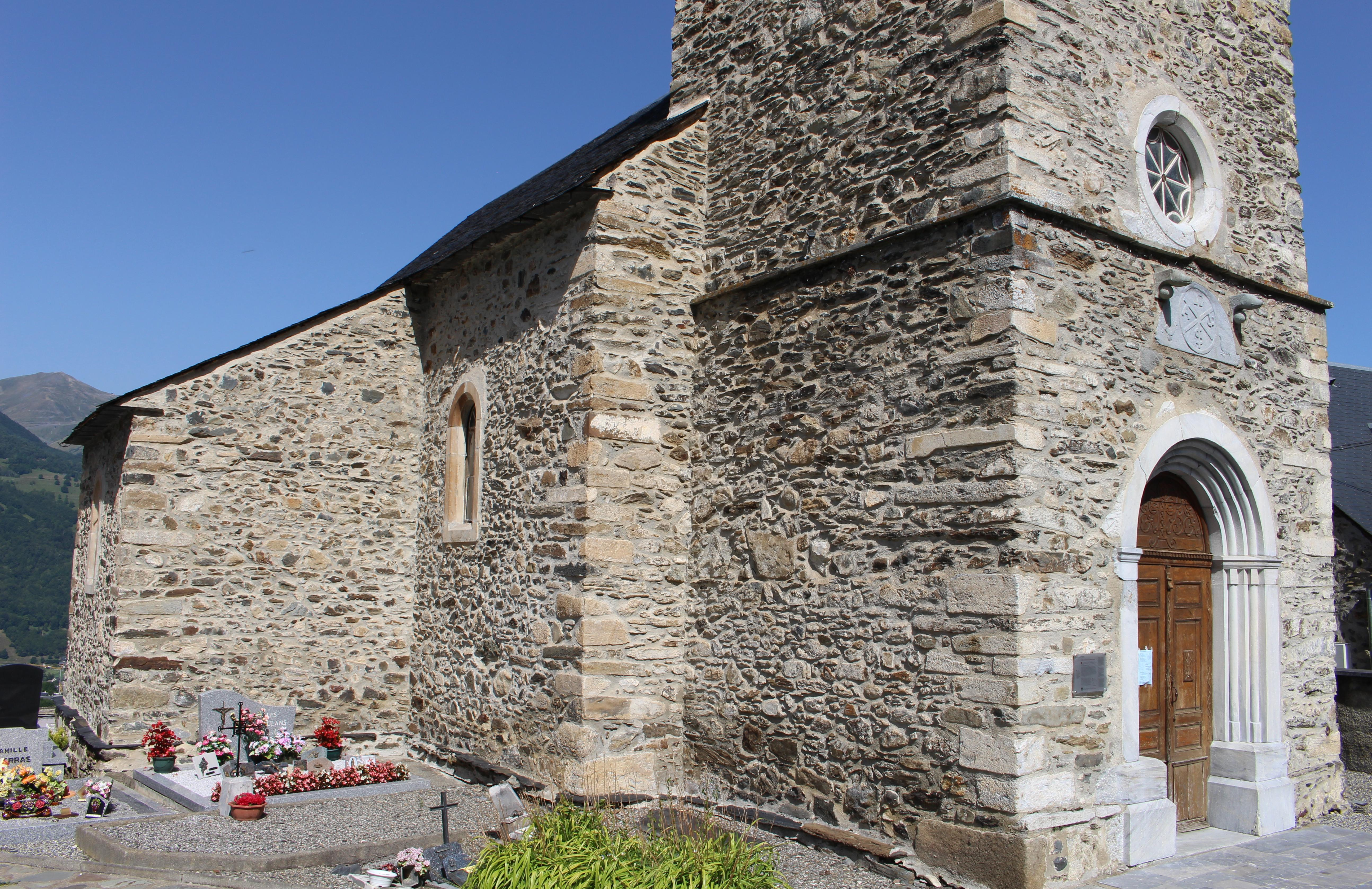
Porche.